# Superleague Ellada (2010/2011)
Superleague Ellada (2010/2011) była 5. edycją Superleague – najwyższej piłkarskiej klasy rozgrywkowej w Grecji. W rozgrywkach wzięło udział 16 drużyn, grając systemem kołowym. 3 zespoły awansowały z drugiej ligi i były to Olympiakos Wolos, AO Kerkira i MGS Panserraikos. Rozpoczęły się 27 sierpnia 2010 roku, a skończyły 25 maja 2011. Tytułu nie obroniła drużyna Panathinaikos AO. Nowym mistrzem Grecji został zespół Olympiakos SFP. Tytuł króla strzelców zdobył Djibril Cissé, który w barwach klubu Panathinaikos AO zdobył 20 goli.

## Drużyny
| Uczestnicy poprzedniej edycji                                                                                 | Uczestnicy poprzedniej edycji | Uczestnicy poprzedniej edycji | Uczestnicy poprzedniej edycji |
| --- | ----------------------------- | ----------------------------- | ----------------------------- |
| PAO | Panathinaikos AO              | 1                             |                               |
| PAS | PAOK FC                       | 2                             |                               |
| AEK | AEK Ateny                     | 3                             |                               |
| ARI | Aris FC                       | 4                             |                               |
| OLY | Olympiakos SFP                | 5                             |                               |
| KAV | AO Kawala                     | 6                             |                               |
| ATR | PAE Atromitos                 | 7                             |                               |
| LAR | AE Larisa                     | 8                             |                               |
| PNN | Panionios GSS                 | 9                             |                               |
| IRA | PAE Iraklis 1908              | 10                            |                               |
| ERG | PAE Ergotelis                 | 11                            |                               |
| AST | Asteras Tripolis              | 12                            |                               |
| XAN | AO Ksanti                     | 13                            |                               |
| Spadek z Superleague                                                                                          |                               |                               |                               |
| LEV | APO Lewadiakos                | 14                            |                               |
| GIA | PAS Janina                    | 15                            |                               |
| PTH | APS Panthrakikos              | 16                            |                               |
| Awans z Beta Ethniki                                                                                          |                               |                               |                               |
| OVL | Olympiakos Wolos              | 1                             |                               |
| KER | AO Kerkira                    | 2                             |                               |
| PSE | MGS Panserraikos              | 3                             |                               |
| Oznaczenia: - kolumna pierwsza – skróty nazw drużyn, - kolumna trzecia – miejsce zajęte w poprzednim sezonie. |                               |                               |                               |

## Tabela końcowa
| Lp. | Drużyna              | M  | Z  | R  | P  | Bramki | Bramki | Różn. | Pkt | Uwagi                                          |
| --- | -------------------- | -- | -- | -- | -- | ------ | ------ | ----- | --- | ---------------------------------------------- |
| 1   | Olympiakos SFP (M)   | 30 | 24 | 1  | 5  | 65     | 18     | +47   | 73  | Liga Mistrzów UEFA • Faza grupowa              |
| 2   | Panathinaikos AO     | 30 | 18 | 6  | 6  | 47     | 26     | +21   | 60  | Kwalifikacja do Baraże o rozgrywki europejskie |
| 3   | AEK Ateny            | 30 | 15 | 5  | 10 | 46     | 37     | +9    | 50  | Kwalifikacja do Baraże o rozgrywki europejskie |
| 4   | PAOK FC              | 30 | 14 | 6  | 10 | 32     | 29     | +3    | 48  | Kwalifikacja do Baraże o rozgrywki europejskie |
| 5   | Olympiakos Wolos (S) | 30 | 12 | 11 | 7  | 40     | 28     | +12   | 47  | Kwalifikacje do Baraże o rozgrywki europejskie |
| 5   | Olympiakos Wolos (S) | 30 | 12 | 11 | 7  | 40     | 28     | +12   | 47  | Relegation to the 2011/2012 Delta Ethniki 1    |
| 6   | Aris FC              | 30 | 13 | 6  | 11 | 29     | 29     | 0     | 45  |                                                |
| 7   | AO Kawala (S)        | 30 | 10 | 10 | 10 | 29     | 27     | +2    | 40  | Spadek do 2011/2012 Delta Ethniki 1            |
| 8   | PAE Ergotelis        | 30 | 11 | 6  | 13 | 32     | 38     | −6    | 39  |                                                |
| 9   | AO Ksanti            | 30 | 9  | 9  | 12 | 29     | 35     | −6    | 36  |                                                |
| 10  | Panionios GSS        | 30 | 8  | 11 | 11 | 25     | 35     | −10   | 35  |                                                |
| 11  | PAE Atromitos        | 30 | 7  | 13 | 10 | 30     | 34     | −4    | 34  |                                                |
| 12  | AO Kerkira           | 30 | 9  | 6  | 15 | 30     | 40     | −10   | 33  |                                                |
| 13  | Asteras Tripolis     | 30 | 7  | 10 | 13 | 21     | 29     | −8    | 31  |                                                |
| 14  | AE Larisa (S)        | 30 | 5  | 10 | 15 | 29     | 47     | −18   | 25  | Spadek do 2011/2012 Beta Ethniki               |
| 15  | MGS Panserraikos (S) | 30 | 6  | 6  | 18 | 22     | 48     | −26   | 24  | Spadek do 2011/2012 Beta Ethniki               |
| 16  | PAE Iraklis 1908 (S) | 30 | 7  | 14 | 9  | 22     | 28     | −6    | 35  | Spadek do 2011/2012 Delta Ethniki 2            |

## Baraże o rozgrywki europejskie
W fazie play-off zakwalifikowane zespoły grają dwukrotnie ze sobą mecz i rewanż, w systemie kołowym. Jednakże nie wszystkie zespoły zaczynają z równym dorobkiem punktowym. Wszystkie zespoły otrzymują na starcie średnią punktów z przewagi którą wywalczyli w rundzie zasadniczej nad ostatnim, piątym zespołem zakwalifikowanym do play-off. Obliczana ona jest w następujący sposób: Liczba zdobytych punktów w sezonie zasadniczym odjąć liczbę punktów najgorszej z zakwalifikowanych drużyn, podzielona przez liczbę zespołów i zaokrąglona do liczby całkowitej. Dzięki temu, Panathinaikos, drugi zespół rundy zasadniczej, rozgrywki play-off rozpoczął z trzypunktową przewagą nad drużyną Olympiakos Volou.
Obliczenia dla poszczególnych zespołów:
- Panathinaikos – 3 punkty ((60 – 47) / 5 = 2,6, zaokrąglone do 3)
- AEK Athens – 1 punkty ((50 – 47) / 5 = 0,6, zaokrąglone do 1)
- PAOK – 0 punkt ((48 – 47) / 5 = 0,2, zaokrąglone do 0)
- Olympiakos – 0 punktów ((47 – 47) / 5 = 0)

### Tabela
| Lp. | Drużyna          | M | Z | R | P | Bramki | Bramki | Różn. | Pkt | Uwagi                                         |
| --- | ---------------- | - | - | - | - | ------ | ------ | ----- | --- | --------------------------------------------- |
| 1   | Panathinaikos AO | 6 | 3 | 1 | 2 | 9      | 5      | +4    | 13  | Liga Mistrzów UEFA • III runda kwalifikacyjna |
| 2   | PAOK FC          | 6 | 4 | 0 | 2 | 11     | 8      | +3    | 12  | Liga Europy UEFA • III runda kwalifikacyjna   |
| 3   | AEK Ateny        | 6 | 2 | 1 | 3 | 6      | 6      | 0     | 8   | Liga Europy UEFA • Runda play-off1            |
| 4   | Olympiakos Wolos | 6 | 2 | 0 | 4 | 5      | 12     | −7    | 6   | Liga Europy UEFA • II runda kwalifikacyjna    |

## Najlepsi strzelcy rundy zasadniczej
| Rank | Player            | Club                         | Goals |
| ---- | ----------------- | ---------------------------- | ----- |
| 1    | Djibril Cissé     | Panathinaikos AO             | 20    |
| 2    | Kevin Mirallas    | Olympiakos SFP               | 14    |
| 3    | David Fuster      | Olympiakos SFP               | 13    |
| 4    | Rafik Djebbour    | AEK Ateny/Olympiakos SFP     | 12    |
| 5    | Benjamin Onwuachi | AO Kawala                    | 10    |
| 6    | Ismael Blanco     | AEK Ateny                    | 9     |
| 6    | Denis Epstein     | AO Kerkira                   | 9     |
| 6    | Kostas Mitroglu   | Olympiakos SFP/Panionios GSS | 9     |
| 6    | Marko Pantelić    | Olympiakos SFP               | 9     |
| 6    | Nacho Scocco      | AEK Ateny                    | 9     |

Aktualizacja: 17 kwietnia 2011
Źródło: 